# Паметник на св. св. Кирил и Методий (София)
Паметникът на св. св. Кирил и Методий се намира пред Национална библиотека „Св. св. Кирил и Методий“ в центъра на София. И до днес монумента е считан е за едно от най-добрите постижения на българското монументално изкуство.
Всяка година на 24 май – националният празник, посветен на българската писменост и култура, празненствата в столицата се отбелязват пред паметника на солунските братя.

## История
До 1885 г., когато София става център на всенародното честване на 1000-годишния юбилей на делото на св. св. Кирил и Методий, 24 май е посветен преди всичко на българската просвета. Постепенно, до края на 1920-те, той се утвърждава единствено като празник на просветата, училищата и обучението.
През 1963 г. Народната библиотека „Васил Коларов“ е преименувана на „Кирил и Методий“ и е обявен конкурс (1963 – 1965) за нов паметник, който да бъде поставен на мястото на предишния паметник на Васил Коларов. Конкурсът е спечелен от Владимир Гиновски. Паметникът е дело на скулптора Владимир Гиновски и арх. Иван Иванчев (1915 – 1994). Самият паметник е построен през 1972 г., но е е открит през 1975 г.

### Копия
Паметника има две копия:
- Паметник на св. св. Кирил и Методий (Мурманск), Русия (1990 г.)
- Паметник в двора на българското посолство в Рим, Италия.

## Композиция
Фигурите на Кирил и Методий са високи 4,2 м. Изобразени са изправени, в цял ръст, символизирайки неугасими свещи. Кирил (отдясно) държи перо в дясната си ръка. Методий държи книга в лявата си ръка. Между двамата се вижда свитък, на който са изписани първите букви от азбуката. И двамата братя са облечени в широките одежди на монасите от миналото.